# 塔克纳省

塔克纳省是秘鲁南部塔克纳大区的一个省，南邻智利，东邻玻利维亚。总面积8,066.11 km2 (3,114.34 sq mi)，总人口250,509(2005)。首府塔克纳。塔克纳省分为10个区。